# 張漢 (康熙進士)
張漢（1680年—1759年），字月槎。雲南石屏人，清朝政治人物、進士出身。

## 生平
康熙五十二年，登進士，改翰林院庶吉士，授翰林院檢討，后升任河南府知府，因得罪官吏而被免職。乾隆二年，补试博学鸿词科，复授检讨，迁山東道監察御史。有《月槎集》。